# Амт
Амт — название административно-территориальной единицы в некоторых государствах и странах Северной и Западной Европы, примерно соответствует русским: уезду и району.
Обычно амт больше муниципалитета и является эквивалентом округа. Слово входит в название отдельных должностей местного управления и организаций некоторых немецкоязычных (и не только) государств.

## Россия
В России, имперского периода, в Остзейских губерниях, слово «Амт» употреблялось также в том случае, когда говорилось о разных присутственных местах.

## Дания
До 1 января 2007 года Дания, кроме коммуны Копенгаген была поделена на 14 амтов, каждый из которых включал один или несколько муниципалитетов. Датско-норвежская уния также в административно-территориальном отношении была поделена на амты.
С 1 января 2007 года вступил в силу закон, заменяющий амты на пять административных областей, а муниципалитеты были укрупнены и их число сократилось с 271 до 98.

## Норвегия
С 1662 года по 1919 год округа Норвегии назывались амтами, например округ в Южной Норвегии Христианс-амт (Kristians-amt). В настоящее время они называются фюльке (норв. fylke).

## Германия
Ранее на отдельных территориях Германо-римской империи, например в Герцогстве Вюртемберг, Вестфалии, Голштинии и так далее, были административно-территориальные единицы — амты.
Позже деление на амты (мн. Ämter) присутствует только в землях (государствах) Шлезвиг-Гольштейн, Мекленбург-Передняя Померания, Бранденбург.
Другие федеральные земли (государства) ранее также были разделены на амты. Некоторые земли (государства) разделены на похожие административные единицы Samtgemeinde (Нижняя Саксония), сообщество общин (Verbandsgemeinde) (Рейнланд-Пфальц) или Verwaltungsgemeinschaft (Баден-Вюртемберг, Бавария, Тюрингия, Саксония-Анхальт).